# Your Vegas
Your Vegas var et engelsk rockband fra Leeds, England. Bandet består af Coyle Girelli (vokal, guitar), Mat Steel (guitar, vokal), Mark Heaton (keyboard, guitar, vokal), Jon Langford (bas) og Mal Taylor (trommer). I 2010 opløstes bandet og flere af medlemmerne indgik i en ny konstellation, The Chevin.

## Historie
Girelli, Steel og Langford begyndte at spille sammen, mens de gik på Prince Henry's Grammar School i Otley, en lille forstad til Leeds. I 2004 fik de selskab af Heaton, en ven fra musikscenen i Leeds, og Taylor, der var en gammel ven fra skoletiden.
I 2005 udgav bandet to singler, Your Vegas og Flybuzz, og de begyndte en større turne i Storbritannien. Om sommeren det år optrådte de på Leeds Festival.
Da forhandlingerne om en pladekontrakt med et større pladeselskab mislykkedes, besluttede Girelli at besøge nogle venner i New York, og efter at have spillet nogle få akustiske shows og uddelt demoer blev der skabt en interesse for bandet. De fire andre medlemmer tog også til New York, hvor bandet spillede en håndfuld shows, og inden længe fik de en pladekontrakt med Universal Republic.
I januar 2008 udgav bandet deres debut-EP, A Town And Two Cities, som blev nummer 27 på Itunes' rockhitliste. De optrådte på Sundance Filmfestivalen før de påbegyndte deres første USA-turne som support for The Bravery.
Bandets debutalbum, A Town And Two Cities, blev udgivet i USA den 22. April. I Marts spillede bandet flere shows på SXSW-festivalen i Austin, Texas.
Bandet var på to USA-turneer med The Bravery i 2008, og de varmede op for Duran Duran på deres 2008 Red Carpet Massacre Northe American Tour.

## Diskografi
Albums
- A Town And Two Cities – 2008

EP'er
- A Town And Two Cities – 2008

Singler
- "Your Vegas" – 2005
- "Flybuzz"- 2006